# John Jacob Niles
John Jacob Niles (ur. 28 kwietnia 1892, zm. 1 marca 1980) – amerykański kompozytor, piosenkarz i kolekcjoner tradycyjnych ballad. Nazywany „Dziekanem amerykańskich balladystów”, Niles miał istotny wpływ na odrodzenie amerykańskiej muzyki folkowej z lat 60. i 50, z Joan Baez, Burlem Ivesem, i Peter, Paul and Mary, którzy m.in. nagrywali jego piosenki.

## Życiorys
Urodzony w Louisville, w stanie Kentucky, Niles nauczył się teorii muzyki od matki i zaczął zapisywać muzykę ludową jako nastolatek. Stał się poważnym badaczem muzyki ludowej Appalachów przez przepisywanie tradycyjnych pieśni z ustnych źródeł jako wędrowny pracownik Burroughs Corporation we wschodnim Kentucky od 1910 do 1917. Po służbie w United States Army Air Corps podczas I wojny światowej, w której został ranny, uczył się muzyki we Francji, najpierw w Lyonie, następnie w Paryżu w Schola Cantorum, również poznał Gertrudę Stein. Po powrocie do Stanów Zjednoczonych w 1920 roku, kontynuował studia w Konserwatorium Muzyki w Cincinnati. Śpiewał opery w Chicago i pieśni ludowe we wczesnym radiu. W 1925 roku przeniósł się do Nowego Jorku i zajmował różne stanowiska pracy w przemyśle rozrywkowym. W roku 1930 odbył tournée po Europie i Stanach Zjednoczonych z kontraltem Marion Kerby. Występował w Białym Domu w 1938 roku, a przy okazji na Newport Folk Festival w 1950.
W 1920 Niles rozpoczął wydawanie muzyki. Odbył cztery długie wycieczki do południowych Appalachów jako asystent fotografa Dorisa Ulmanna, ponownie przepisywał tradycyjne pieśni z ustnych źródeł, w tym ballady „Pretty Polly”, „Barbara Allen” i „On Goin ‘Away”. Przy innych okazjach, przepisał utwory usłyszane śpiewane przez Afroamerykanów i kolegów żołnierzy podczas I wojny światowej.
Niles był też autorem tekstów. Jego utwory, z których wiele opiera się na tradycyjnych źródłach, to „Wenezuela” i świąteczna pieść „I Wonder as I Wander”. „Plexus” Henry’ego Millera zawiera hołd dla tego nagrania Nilesa. Niles skomponował „Go ‘Way from My Window ” gdy miał zaledwie 16 lat, ale nie wykonał jej aż do 1930 roku. Marlene Dietrich nagrała i śpiewała ją na scenie. Bob Dylan zacytował ją w pierwszym wersie jego piosenki „It Ain’t Me Babe”. W późniejszym okresie życia, Niles publikował kompozycje w stylu bardziej klasycznym, w tym dzieła na chór i pieśni artystyczne na głos i fortepian. Te ostatnie obejmują jego ostatni utwór, zestawienie wierszy Thomasa Mertona.
Począwszy od 1938 roku, nagrał wiele swoich kompozycji i utworów spisanych, wykonując materiał w intensywny, dramatyczny sposób. Uczynił znakiem szczególnym wysoki falset do przedstawiania postaci kobiecych, i często akompaniował sobie na cymbałach z Appalachów, lutni, lub innych instrumentach strunowych szarpanych.
W 1936 roku ożenił się z Reną Lipetz. Zamieszkali w gospodarstwie Boot Hill w Clark County, w stanie Kentucky, gdzie spędził resztę swojego życia.
Niles zmarł w Lexington, w stanie Kentucky 1 marca 1980 r. w wieku 87 lat. Pochowany jest w pobliżu Kościoła Episkopalnego Św. Huberta. Na Uniwersytecie Kentucky na jego cześć nazwano Centrum dla Amerykańskiej Muzyki Johna Jacoba Nilesa gdzie wystawione są tradycyjne instrumentów wykonanych ręcznie przez Nilesa.

## Dyskografia
- "The Tradition Years: I Wonder as I Wander"(1958, Tradition Records; 2006, Empire Musicwerks)
- "American Folk & Gambling Songs" (1956, Camden Record LP)
- "An Evening With John Jacob Niles" (1959, Tradition Records LP; 2002, Empire Musicwerks)
- "John Jacob Niles Sings Folk Songs" (1964, Folkways Records LP)
- "The Asch Recordings, 1939 to 1945 – Vol. 2" (1967, Folkways Records)
- "No Direction Home" (Bob Dylan documentary DVD) – contains a video clip of Go 'Way From My Window.
- "Mister Lonely" Directed by Harmony Korine in 2008 – contains "The Maid Freed from the Gallows".